# 팔락 파니르
팔락 파니르(힌디어: पालक पनीर 팔라크 파니르)는 시금치와 파니르를 넣어 만든 남아시아식 커리이다. 시금치 커리라 불리기도 한다.

## 이름
힌디어 "팔라크(पालक पनीर)"는 "시금치"를 뜻하며, "파니르(पनीर)"는 비숙성 치즈의 일종을 일컫는 말이다. 

## 같이 보기
- 그린 커리